# Stefania Pirozzi
Stefania Pirozzi (née le 16 décembre 1993 à Bénévent) est une nageuse italienne, spécialiste de nage libre, de papillon et de 4 nages.
Elle mesure 1,70 m pour 59 kg et son club est le GS Fiamme Oro (centre de Naples). Son entraîneur est Stefano Morini.
Elle débute lors des Championnats d'Europe juniors 2009 avec une médaille d'argent sur le 400 m nage libre et une de bronze sur les 100 m 4 nages, sans compter une sixième place sur 800 m. Elle remporte les Gymnasiades 2009 sur 400 m 4 nages. Lors des Jeux olympiques de la jeunesse 2010, elle termine 4e du 400 m et 7e des 200 m 4 nages. Elle participe sans succès aux Championnats du monde 2011, à ceux d'Europe 2012 et aux Jeux olympiques 2012. Elle remporte la médaille d'argent lors des Championnats d'Europe en petit bassin 2012 (200 m papillon), puis deux médailles d'or lors des Jeux méditerranéens de 2013 (200 m papillon, 4 x 200 m) ainsi qu'une médaille d'argent (200 m 4 nages).
Avec ses coéquipières Alice Mizzau, Chiara Masini Luccetti et Federica Pellegrini, elle remporte la médaille d'or du relais 4 x 200 m lors des Championnats d'Europe de natation 2014.